# Yogi's Space Race
Yogi's Space Race (no Brasil, A Corrida Espacial do Zé Colmeia) é uma série de desenho animado produzida pela Hanna-Barbera e lançada pela NBC que teve seus 13 episódios exibidos entre 09 de setembro de 1978 a 02 de dezembro do mesmo ano. No Brasil, a série foi exibida pela Rede Globo.
Após o sucesso gigante do filme Guerra nas Estrelas de George Lucas em 1977, a Hanna-Barbera produziu um desenho que explorava o sucesso do momento, assim, usando elementos que fizeram sucesso na obra de George Lucas, adicionados a ideia de outro grande sucesso do estúdio: Corrida Maluca, nascia Yogi's Space Race (no Brasil, A Corrida Espacial do Zé Colmeia).
A série misturava alguns personagens clássicos da Hanna-Barbera como: Zé Colmeia, Tutubarão, Dom Pixote e Fantasmino; com novos nomes como: Capitão Guapo, Pato Quack e o famigerado Falsão, competindo em uma espécie de enduro "duríssimo" espacial, cujos prêmios eram aparentemente fantásticos, mas sempre se revelavam uma "grande furada" no final. Na abertura típica de cada episódio havia uma locução de um narrador em grande estilo, mostrando o trajeto e os perigos que os competidores enfrentariam.
Zé Colmeia corria ao lado de seu parceiro Arrepio, substituto de Catatau neste desenho; Dom Pixote ficava junto com o Pato Quack; a nave Garimpo era comandada pelo Fantasmino e suas assessoras Rita e Suzana; o astro Tutubarão colaborava com Kojeka; e o vilão Poderoso Falsão e o cachorro sarnento Trambique tentavam jogar sujo para ganhar a corrida, mas nada sai como planejado, para isso se disfarçavam do galã Capitão Guapo e do gato angorá esnobe Branquinho.

## Exibição original
Com o nome de Yogi's Space Race, A corrida espacial do Zé Colmeia formava um bloco de desenhos de 90 minutos, exibidos aos sábados de manhã pelo canal dos EUA NBC. Os outros segmentos eram compostos dos seguintes desenhos animados:
- Galaxy Goof-Ups (br: Os Trapalhões Espaciais): Zé Colmeia, Arrepio, Dom Pixote e Pato Quack são quatro policiais intergaláticos, liderados pelo Capitão Carabom.
- The Buford Files (br: Arquivo Cãofidencial): Kojeka, um preguiçoso cão que soluciona casos misteriosos com a ajuda de dois adolescentes, Rosinha e Zé Quati.
- The Galloping Ghost (br: Fantasmino, o Fantasma Galopante): Fantasmino é o fantasma da mina e guardião de Suzana e Rita.

## Personagens
- Zé Colmeia e Arrepio(Yogi Bear e Scare Bear)
- Dom Pixote e Pato Quack (Huckleberry Hound e Quack-Up)
- Tutubarão e Kojeca (Jabberjaw e Bulford)
- Fantasmino, Suzana e Rita (Nugget Nose, Wendy e Rita)
- Capitão Guapo/Poderoso Falsão e Branquinho/Trambique (Captain Good/Phantom Phink e Clean Kat/Sinister Sludge)
- Narrador
- El Fabuloso(computador)

## Guia de episódios
| Episódio | Data de Exibição       | Título do episódio nos EUA.               | Título do episódio no Brasil.       |
| -------- | ---------------------- | ----------------------------------------- | ----------------------------------- |
| 1        | 9 de setembro de 1978  | "The Saturn 500"                          | "Saturno 500"                       |
| 2        | 16 de setembro de 1978 | "The Neptune 9000"                        | "Netuno 9000"                       |
| 3        | 23 de setembro de 1978 | "The Pongo Tongo Classic"                 | "O Planeta Pongo Tongo"             |
| 4        | 30 de setembro de 1978 | "Nebuloc - The Prehistoric Planet"        | "Nebuloc - O Planeta Pré-historico" |
| 5        | 7 de outubro de 1973   | "The Spartikan Spectacular"               | "Spartikan Espectacular"            |
| 6        | 14 de outubro de 1978  | "The Mizar Marathon"                      | "A Maratona de Mizar"               |
| 7        | 21 de outubro de 1978  | "The Lost Planet Of Atlantis"             | "O Planeta Perdido de Atlantis"     |
| 8        | 28 de outubro de 1978  | "Race Through Oz"                         | "A Corrida Através de Oz"           |
| 9        | 4 de novembro de 1978  | "Race Through Wet Galoshes"               | "A Corrida Através das Galcochas    |
| 10       | 11 de novembro de 1978 | "The Borealis Triangle"                   | "O Triângulo de Borealis"           |
| 11       | 18 de novembro de 1978 | "Race To The Center Of The Universe"      | "Viagem ao Centro do Universo"      |
| 12       | 25 de novembro de 1978 | "Race Through The Planet Of The Monsters" | "Corrida Planetária"                |
| 13       | 2 de dezembro de 1978  | "Franzia"                                 | "Franzia"                           |

## Dubladores

### Nos Estados Unidos
- Daws Butler: Zé Colmeia, Dom Pixote, Pepe Legal
- Joe Besser: Arrepio
- Mel Blanc: Pato Quack
- Frank Welker: Tutubarão, Kojeka, Fantasmino, Capitão Guapo/Falsão, Branquinho/Trambique
- Patricia Parris: Rita
- Marilyn Schreffler: Suzana
- Gary Owens: Narrador

### No Brasil
- Pádua Moreira: Zé Colmeia
- Luis Manuel e Carlos Roberto: Arrepio
- João Francisco Turelli: Dom Pixote
- Cleonir dos Santos: Pato Quack
- Mário Monjardim: Pato Quack, Fantasmino
- Ayrton Cardoso: Tutubarão
- Orlando Drummond: Kojeka
- Adalmária Mesquita: Rita
- Edna Mayo: Suzana
- Milton Luís: Falsão
- André Filho: Capitão Guapo
- Paulo Pereira: Trambique
- Mário Jorge Andrade: Branquinho
- José Santana: Narrador

## Corridas
- The Saturn 500 - Vencedores: Zé Colmeia e Arrepio; Prêmio: Viagem de férias para Marte; Problema: Existem monstros em Marte.

- The Neptune 9000 - Vencedores: Capitão Guapo e Branquinho; Prêmio: Um carro-nave que pode ser embutido em um saco; Problema: o carro/nave é embutido com o Capitão Guapo dentro dele.

- The Spartikan Spectacular - Vencedores: Capitão Guapo e Branquinho; Prêmio: Um cruzeiro marítimo; Problema: Suas acomodações são junto às cargas.

- Race Through Oz - Vencedores: Capitão Guapo e Branquinho; Prêmio: Um encontro marcado pelo computador; Problema: O encontro é com a Bruxa Má do Oeste.

- França - Vencedores: Dom Pixote e Pato Quack; Prêmio: Passagens para um voo de luxo; Problema:vão nas asas do Concorde.

Outras corridas: The Pongo Tongo Classic; Nebuloc - The Prehistoric Planet; The Mizar Marathon; The Lost Planet of Atlantis; Race Through Wet Galoshes; The Borealis Triangle; Race To The center of The Universe; Race Through The Planet of The Monsters.  
- Vencedores: Dom Pixote e Pato Quack; Prêmios: bilhetes para um parque de diversões; Problema: Eles vão como palhaços.

- Vencedores: Falsão e Trambique; Prêmio: Serão pintados por um famoso artista; Eles são pintados literalmente.

- Vencedores: Zé Colmeia e Arrepio; Prêmio: jantar de luxo; Prêmio: Eles vão para a cozinha.

- Vencedores: Capitão Guapo e Branquinho; Prêmio: Bilhetes para um show dos Rolling Clones; Problema:ficam no meio da multidão,pisoteados.

- Vencedores: Falsão e Trambique; Prêmio: Férias em estação de esqui;

- Vencedores: Fastamino, Suzana e Rita; Prêmios: Férias num rancho;Problema:O Rancho é o do Sr.Fofo,onde eles já trabalham.

- Vencedores: Falsão e Trambique; Prêmios: serãos astros de filme; Problemas: Farão cenas perigosas.